# Rolandas Makrickas
Rolandas Makrickas (nascut el 31 de gener de 1972 a Biržai) és un cardenal i arquebisbe catòlic lituà, que és arxipreste coadjutor de la Basílica de Santa Maria la Major des del 20 de març de 2024.

## Biografia
Nascut el 31 de gener de 1972 a Biržai, Lituània, és el més petit de cinc fills. Com que les autoritats soviètiques van restringir la pràctica religiosa i el catecisme, la seva primera educació religiosa va ser privada i es va dur a terme de manera concisa. De jove va volar planadors, pensant breument en una carrera a l'aviació.

### Formació i ministeri sacerdotal
Va ingressar al seminari de Kaunas l'any 1990, mentre que des de 1991 va viure al col·legi lituà de Sant Casimir a Roma , completant els seus estudis de filosofia i teologia a la Pontifícia Universitat Gregoriana.
Va ser ordenat sacerdot per la diòcesi de Panevėžys el 30 de juliol de 1996.
El mateix any i fins al 2001 va ser subsecretari de la Conferència Episcopal de Lituània i va presidir el comitè nacional del Jubileu del 2000. Va obtenir el doctorat en història de l'Església a la Pontifícia Universitat Gregoriana el 2004.
Després d'estudiar a la Pontifícia Acadèmia Eclesiàstica del 2003 al 2006, va ingressar al servei diplomàtic de la Santa Seu l'1 de juliol de 2006 i va ocupar missions a Bolívia, Geòrgia, on va presenciar la destrucció de l'aliança Rússia-Geòrgia i Suècia. Del 2013 al 2017 va servir als Estats Units; durant dos anys va ser encarregat de negocis a Gabon i conseller de la nunciatura al Congo, on va participar en la prestació de serveis socials a l'Església i va gestionar un projecte de construcció.
El 10 d'agost de 2019 es va incorporar a la Secció d'Afers Generals de la Secretaria d'Estat de la Santa Seu a Roma com a cap d'administració, el primer no italià que va ocupar aquest càrrec. En aquest paper va participar en la reorganització de les funcions financeres i administratives del Vaticà. El 13 de desembre de 2019 se li va atorgar el títol honorífic de Prelat d'Honor de Sa Santedat.
El 15 de desembre de 2021, el papa Francesc el va nomenar comissari extraordinari, responsable de la gestió dels béns del capítol, de la basílica de Santa Maria la Major, citant "les particulars complexitats de la gestió econòmica i financera del capítol [...], agreujada per la propagació de la pandèmia".  El 31 de gener de 2022 va ser rebut en audiència papal.

### Ministeri episcopal i cardenalat
L'11 de febrer de 2023, el papa Francesc el va nomenar bisbe titular de Tolentino, conferint-li el títol personal d'arquebisbe.
El 15 d'abril va rebre l'ordenació episcopal, a la basílica de Santa Maria la Major de Roma, de mans del cardenal Pietro Parolin, secretari d'estat de la Santa Seu, amb el cardenal Stanisław Ryłko, arxipreste de la basílica de Santa Maria la Major, i Edgar Peña Parra, substitut de la Secretaria d' Estat d'Estat com a co-consagradors.
El 20 de març de 2024, posant fi al seu càrrec de comissari i redefinint el paper dels canonges de la Basílica, el papa Francesc el va nomenar arxipreste coadjutor de Santa Maria la Major.  El nomenament semblava, segons algunes fonts, com una recompensa pel paper de comissari extraordinari, més que no pas en referència a motius pastorals concrets.
El 6 d'octubre de 2024 , al final de l'Àngelus, el papa Francesc va anunciar la seva creació com a cardenal en el consistori del 7 de desembre de l'any següent, on se li va assignar la diaconia de Sant'Eustachio. El 23 de febrer de 2025 en va prendre possessió.
L'11 de gener de 2025 va ser nomenat membre del Dicasteri dels Bisbes.

## Polèmiques
L'estiu del 2022 va construir una gelateria dins el pati de la basílica papal de Santa Maria Maggiore, d'ús mixt amb la finalitat d'utilitzar-la com a aparcament, encarregant directament la gestió de l'activitat econòmica a una empresa. La iniciativa va ser considerada perjudicial per a la imatge del culte de la basílica papal, també pel risc que els fidels retornessin al lloc de culte des del pati amb un gelat, a més d'infringir la legislació vigent a l'Estat de la Ciutat del Vaticà pel que fa a la contractació.
Posteriorment, es va informar de la seva decisió de promoure esmorzars i entrades amb descomptes especials a la basílica amb el pagament d'una entrada.
L'any 2024 va acceptar la instal·lació de panells publicitaris que cobreixen parts senceres de la basílica papal de Santa Maria la Major, amb imatges d'anuncis contraris a la vocació mariana, amb la consegüent protesta dels fidels, tot subratllant la seva elecció per motius de lucre.